# Ciaran Clark
Ciaran Clark (Harrow, 26 settembre 1989) è un calciatore irlandese con cittadinanza britannica, difensore svincolato.

## Caratteristiche tecniche
Mancino, difensore centrale, per la sua versatilità può essere impiegato anche come terzino sinistro, per lo più di contenimento che di spinta, e come mediano basso. Tuttavia il suo ex allenatore della nazionale irlandese, Giovanni Trapattoni, ritiene che vada impiegato esclusivamente in difesa.

## Carriera

### Club

#### Aston Villa
Nonostante sia nato a Londra e cresciuto a Sandy, Clark entrò nella Academy dell'Aston Villa all'età di undici anni. Capitanò la squadra Under-18 nella Premier Academy League 2007-2008, che si concluse con la vittoria del titolo. Per la stagione 2008-2009, gli fu assegnato un numero per la prima squadra e si sedette in panchina nella trasferta valida per l'edizione stagionale della Coppa UEFA contro il CSKA Mosca, ma non scese in campo. Fu capitano della formazione che si aggiudicò la Premier Reserve League South e vinse l'incontro contro i vincitori della divisione North del Sunderland.
Fu poi convocato nella squadra che avrebbe partecipato alla Coppa della Pace 2009. Il 30 agosto 2009 debuttò nella Premier League, giocando da titolare nella vittoria per due a zero sul Fulham. Con Curtis Davies fuori per infortunio, il diciannovenne fu scelto per fare coppia con Carlos Cuéllar. Aiutò la squadra a mantenere imbattuta la propria porta e andò vicino al gol con un colpo di testa. Garth Crooks della BBC lo scelse nella squadra della settimana. Nonostante la buona intesa tra i nuovi acquisti Richard Dunne e James Collins che lo costrinse alla panchina, gli fu pronosticato un futuro da protagonista per molti anni. A novembre 2009 rinnovò il suo contratto con l'Aston Villa fino al 30 giugno 2012.
La seconda apparizione al Villa Park di Clark arrivò nella partita valida per la FA Cup 2009-2010 contro il Brighton & Hove Albion.
Nel campionato 2010-2011, Clark fu titolare nelle prime due gare, la prima contro il West Ham United (in coppia con Dunne) e la seconda contro il Newcastle United. Clark fu schierato titolare anche nel primo match di Gérard Houllier, nella Football League Cup 2010-2011 contro il Blackburn Rovers. In seguito, giocò da centrocampista nel derby contro il Birmingham City e fu schierato in quella posizione anche contro Fulham e Blackpool, a causa della crisi d'infortuni della squadra. Il 27 novembre 2010 segnò una doppietta nella sconfitta per quattro a due contro l'Arsenal. Il 2 gennaio 2011 segnò il gol del pari nella sfida contro il Chelsea, nei minuti di recupero. Il 29 gennaio realizzò una rete anche in FA Cup, ai danni del Blackburn.

### Nazionale
Clark fu il capitano dell'Inghilterra under 19 nei match di qualificazione all'Europeo di categoria del 2008, giocando in 5 dei 6 incontri e segnando una rete. Saltò però il torneo a causa di un infortunio alla caviglia subito in allenamento. Dopo essere stato promosso nell'Inghilterra under 20, di cui fu nominato capitano e per cui andò a segno nel suo secondo match, in un'amichevole contro l'Italia under 20 disputata a marzo 2008.
A settembre 2010, la FAI si interessò al calciatore. Mandò anche degli osservatori e Don Givens (ex commissario tecnico della nazionale Under-21) a guardarlo nella sfida contro il Blackburn.
Il 5 ottobre 2010, fu riportato che Clark avesse deciso di affidare il suo futuro internazionale alla nazionale irlandese. Richard Dunne ebbe un ruolo nel convincerlo ad accettare la convocazione dalla selezione irlandese.
Il 12 novembre fu convocato dall'Irlanda per l'amichevole contro la Norvegia. Debuttò l'8 febbraio 2011, nell'amichevole contro il Galles disputata all'Aviva Stadium.
Viene convocato per gli Europei 2016 in Francia.

## Statistiche

### Presenze e reti nei club
Statistiche aggiornate al 26 luglio 2024.
| Stagione           | Club               | Campionato         | Campionato | Campionato | Coppe nazionali | Coppe nazionali | Coppe nazionali | Coppe continentali | Coppe continentali | Coppe continentali | Supercoppe | Supercoppe | Supercoppe | Totale | Totale |
| Stagione           | Club               | Comp               | Pres       | Reti       | Comp            | Pres            | Reti            | Comp               | Pres               | Reti               | Comp       | Pres       | Reti       | Pres   | Reti   |
| ------------------ | ------------------ | ------------------ | ---------- | ---------- | --------------- | --------------- | --------------- | ------------------ | ------------------ | ------------------ | ---------- | ---------- | ---------- | ------ | ------ |
| 2009-2010          | Aston Villa        | PL                 | 1          | 0          | FACup+CdL       | 0+0             | 0               | UEL                | 0                  | 0                  | -          | -          | -          | 1      | 0      |
| 2010-2011          | Aston Villa        | PL                 | 19         | 3          | FACup+CdL       | 3+3             | 1+0             | UEL                | 0                  | 0                  | -          | -          | -          | 25     | 4      |
| 2011-2012          | Aston Villa        | PL                 | 15         | 1          | FACup+Cdl       | 2+1             | 1+0             | -                  | -                  | -                  | -          | -          | -          | 18     | 2      |
| 2012-2013          | Aston Villa        | PL                 | 29         | 1          | FACup+CdL       | 2+4             | 0               | -                  | -                  | -                  | -          | -          | -          | 35     | 1      |
| 2013-2014          | Aston Villa        | PL                 | 27         | 0          | FACup+CdL       | 1+0             | 0               | -                  | -                  | -                  | -          | -          | -          | 28     | 0      |
| 2014-2015          | Aston Villa        | PL                 | 25         | 1          | FACup+CdL       | 4+0             | 0               | -                  | -                  | -                  | -          | -          | -          | 29     | 1      |
| 2015-2016          | Aston Villa        | PL                 | 18         | 1          | FACup+CdL       | 3+2             | 1+0             | -                  | -                  | -                  | -          | -          | -          | 23     | 2      |
| Totale Aston Villa | Totale Aston Villa | Totale Aston Villa | 134        | 7          |                 | 25              | 3               |                    | 0                  | 0                  |            |            |            | 159    | 10     |
| 2016-2017          | Newcastle          | FLC                | 34         | 3          | FACup+CdL       | 0+2             | 0               | -                  | -                  | -                  | -          | -          | -          | 36     | 3      |
| 2017-2018          | Newcastle          | PL                 | 20         | 2          | FACup+CdL       | 2+0             | 0               | -                  | -                  | -                  | -          | -          | -          | 22     | 2      |
| 2018-2019          | Newcastle          | PL                 | 11         | 3          | FACup+CdL       | 2+1             | 0               | -                  | -                  | -                  | -          | -          | -          | 14     | 3      |
| 2019-2020          | Newcastle          | PL                 | 14         | 2          | FACup+CdL       | 2+1             | 0               | -                  | -                  | -                  | -          | -          | -          | 17     | 2      |
| 2020-2021          | Newcastle          | PL                 | 22         | 1          | FACup+CdL       | 1+3             | 0+0             | -                  | -                  | -                  | -          | -          | -          | 26     | 1      |
| 2021-2022          | Newcastle          | PL                 | 13         | 0          | FACup+CdL       | 0+1             | 0+0             | -                  | -                  | -                  | -          | -          | -          | 14     | 0      |
| Totale Newcastle   | Totale Newcastle   | Totale Newcastle   | 114        | 11         |                 | 15              | 0               |                    |                    |                    |            |            |            | 129    | 11     |
| 2022-2023          | Sheffield Utd      | FLC                | 10         | 2          | FACup+CdL       | 0+1             | 0+0             | -                  | -                  | -                  | -          | -          | -          | 11     | 2      |
| 2023-2024          | Stoke City         | FLC                | 3          | 0          | FACup+CdL       | 0+0             | 0+0             | -                  | -                  | -                  | -          | -          | -          | 3      | 0      |
| Totale carriera    | Totale carriera    | Totale carriera    | 261        | 20         |                 | 41              | 3               |                    | 0                  | 0                  |            |            |            | 302    | 23     |

### Cronologia presenze e reti in nazionale
| Cronologia completa delle presenze e delle reti in nazionale ― Irlanda | Cronologia completa delle presenze e delle reti in nazionale ― Irlanda | Cronologia completa delle presenze e delle reti in nazionale ― Irlanda | Cronologia completa delle presenze e delle reti in nazionale ― Irlanda | Cronologia completa delle presenze e delle reti in nazionale ― Irlanda | Cronologia completa delle presenze e delle reti in nazionale ― Irlanda | Cronologia completa delle presenze e delle reti in nazionale ― Irlanda | Cronologia completa delle presenze e delle reti in nazionale ― Irlanda |
| Data                                                                   | Città                                                                  | In casa                                                                | Risultato                                                              | Ospiti                                                                 | Competizione                                                           | Reti                                                                   | Note                                                                   |
| ---------------------------------------------------------------------- | ---------------------------------------------------------------------- | ---------------------------------------------------------------------- | ---------------------------------------------------------------------- | ---------------------------------------------------------------------- | ---------------------------------------------------------------------- | ---------------------------------------------------------------------- | ---------------------------------------------------------------------- |
| 8-2-2011                                                               | Dublino                                                                | Irlanda                                                                | 3 – 0                                                                  | Galles                                                                 | Amichevole                                                             | -                                                                      |                                                                        |
| 29-3-2011                                                              | Dublino                                                                | Irlanda                                                                | 2 – 3                                                                  | Uruguay                                                                | Amichevole                                                             | -                                                                      | 75’                                                                    |
| 14-11-2012                                                             | Dublino                                                                | Irlanda                                                                | 0 – 1                                                                  | Grecia                                                                 | Amichevole                                                             | -                                                                      | 42’                                                                    |
| 6-2-2013                                                               | Dublino                                                                | Irlanda                                                                | 2 – 0                                                                  | Polonia                                                                | Amichevole                                                             | 1                                                                      | 85’                                                                    |
| 22-3-2013                                                              | Stoccolma                                                              | Svezia                                                                 | 0 – 0                                                                  | Irlanda                                                                | Qual. Mondiali 2014                                                    | -                                                                      |                                                                        |
| 26-3-2013                                                              | Dublino                                                                | Irlanda                                                                | 2 – 2                                                                  | Austria                                                                | Qual. Mondiali 2014                                                    | -                                                                      | 72’                                                                    |
| 14-8-2013                                                              | Cardiff                                                                | Galles                                                                 | 0 – 0                                                                  | Irlanda                                                                | Amichevole                                                             | -                                                                      |                                                                        |
| 10-9-2013                                                              | Vienna                                                                 | Austria                                                                | 1 – 0                                                                  | Irlanda                                                                | Qual. Mondiali 2014                                                    | -                                                                      | 49’                                                                    |
| 11-10-2013                                                             | Colonia                                                                | Germania                                                               | 3 – 0                                                                  | Irlanda                                                                | Qual. Mondiali 2014                                                    | -                                                                      |                                                                        |
| 5-3-2014                                                               | Dublino                                                                | Irlanda                                                                | 1 – 2                                                                  | Serbia                                                                 | Amichevole                                                             | -                                                                      | 64’                                                                    |
| 18-11-2014                                                             | Dublino                                                                | Irlanda                                                                | 4 – 1                                                                  | Stati Uniti                                                            | Amichevole                                                             | -                                                                      |                                                                        |
| 4-9-2015                                                               | Loulé                                                                  | Gibilterra                                                             | 0 – 4                                                                  | Irlanda                                                                | Qual. Euro 2016                                                        | -                                                                      |                                                                        |
| 7-9-2015                                                               | Dublino                                                                | Irlanda                                                                | 1 – 0                                                                  | Georgia                                                                | Qual. Euro 2016                                                        | -                                                                      |                                                                        |
| 13-11-2015                                                             | Zenica                                                                 | Bosnia ed Erzegovina                                                   | 1 – 1                                                                  | Irlanda                                                                | Qual. Euro 2016                                                        | -                                                                      |                                                                        |
| 16-11-2015                                                             | Dublino                                                                | Irlanda                                                                | 2 – 0                                                                  | Bosnia ed Erzegovina                                                   | Qual. Euro 2016                                                        | -                                                                      |                                                                        |
| 25-3-2016                                                              | Dublino                                                                | Irlanda                                                                | 1 – 0                                                                  | Svizzera                                                               | Amichevole                                                             | 1                                                                      |                                                                        |
| 31-5-2016                                                              | Cork                                                                   | Irlanda                                                                | 1 – 2                                                                  | Bielorussia                                                            | Amichevole                                                             | -                                                                      |                                                                        |
| 13-6-2016                                                              | Saint-Denis                                                            | Irlanda                                                                | 1 – 1                                                                  | Svezia                                                                 | Euro 2016 - 1º turno                                                   | -                                                                      |                                                                        |
| 18-6-2016                                                              | Bordeaux                                                               | Belgio                                                                 | 3 – 0                                                                  | Irlanda                                                                | Euro 2016 - 1º turno                                                   | -                                                                      |                                                                        |
| 31-8-2016                                                              | Dublino                                                                | Irlanda                                                                | 4 – 0                                                                  | Oman                                                                   | Amichevole                                                             | -                                                                      |                                                                        |
| 5-9-2016                                                               | Belgrado                                                               | Serbia                                                                 | 2 – 2                                                                  | Irlanda                                                                | Qual. Mondiali 2018                                                    | -                                                                      | 90+2’                                                                  |
| 6-10-2016                                                              | Dublino                                                                | Irlanda                                                                | 1 – 0                                                                  | Georgia                                                                | Qual. Mondiali 2018                                                    | -                                                                      |                                                                        |
| 9-10-2016                                                              | Chișinău                                                               | Moldavia                                                               | 1 – 3                                                                  | Irlanda                                                                | Qual. Mondiali 2018                                                    | -                                                                      |                                                                        |
| 12-11-2016                                                             | Vienna                                                                 | Austria                                                                | 0 – 1                                                                  | Irlanda                                                                | Qual. Mondiali 2018                                                    | -                                                                      |                                                                        |
| 2-9-2017                                                               | Tbilisi                                                                | Georgia                                                                | 1 – 1                                                                  | Irlanda                                                                | Qual. Mondiali 2018                                                    | -                                                                      |                                                                        |
| 5-9-2017                                                               | Dublino                                                                | Irlanda                                                                | 0 – 1                                                                  | Serbia                                                                 | Qual. Mondiali 2018                                                    | -                                                                      |                                                                        |
| 6-10-2017                                                              | Dublino                                                                | Irlanda                                                                | 2 – 0                                                                  | Moldavia                                                               | Qual. Mondiali 2018                                                    | -                                                                      |                                                                        |
| 9-10-2017                                                              | Cardiff                                                                | Galles                                                                 | 0 – 1                                                                  | Irlanda                                                                | Qual. Mondiali 2018                                                    | -                                                                      | 79’                                                                    |
| 11-11-2017                                                             | Copenaghen                                                             | Danimarca                                                              | 0 – 0                                                                  | Irlanda                                                                | Qual. Mondiali 2018                                                    | -                                                                      | cap.                                                                   |
| 14-11-2017                                                             | Dublino                                                                | Irlanda                                                                | 1 – 5                                                                  | Danimarca                                                              | Qual. Mondiali 2018                                                    | -                                                                      | 71’                                                                    |
| 23-3-2018                                                              | Adalia                                                                 | Turchia                                                                | 1 – 0                                                                  | Irlanda                                                                | Amichevole                                                             | -                                                                      | 69’                                                                    |
| 6-9-2018                                                               | Cardiff                                                                | Galles                                                                 | 4 – 1                                                                  | Irlanda                                                                | UEFA Nations League 2018-2019 - 1º turno                               | -                                                                      | 51’                                                                    |
| 14-11-2019                                                             | Dublino                                                                | Irlanda                                                                | 3 – 1                                                                  | Nuova Zelanda                                                          | Amichevole                                                             | -                                                                      |                                                                        |
| 18-11-2019                                                             | Dublino                                                                | Irlanda                                                                | 1 – 1                                                                  | Danimarca                                                              | Qual. Euro 2020                                                        | -                                                                      | 46’                                                                    |
| 24-3-2021                                                              | Belgrado                                                               | Serbia                                                                 | 3 – 2                                                                  | Irlanda                                                                | Qual. Mondiali 2022                                                    | -                                                                      | 79’                                                                    |
| 27-3-2021                                                              | Dublino                                                                | Irlanda                                                                | 0 – 1                                                                  | Lussemburgo                                                            | Qual. Mondiali 2022                                                    | -                                                                      | 61’                                                                    |
| Totale                                                                 |                                                                        | Presenze                                                               | 36                                                                     |                                                                        | Reti                                                                   | 2                                                                      |                                                                        |

## Palmares

### Club

#### Competizioni nazionali
- Campionato inglese di seconda divisione: 1

Newcastle Utd: 2016-2017

### Nazionale
- Nations Cup: 1

2011